# Великомученик Євстафій Плакида
Великомученик Євстафій (грец. Ευστάθιος Πλακίδας; Євстафій Плакида, Євстафій Римський; ? — 118) — християнський святий великомученик. Покровитель мисливців, у католицькій церкві — один з Чотирнадцяти святих помічників. День пам'яті — 20 вересня за григоріанським календарем, 20 вересня (3 жовтня) за юліанським календарем.

## Життєпис

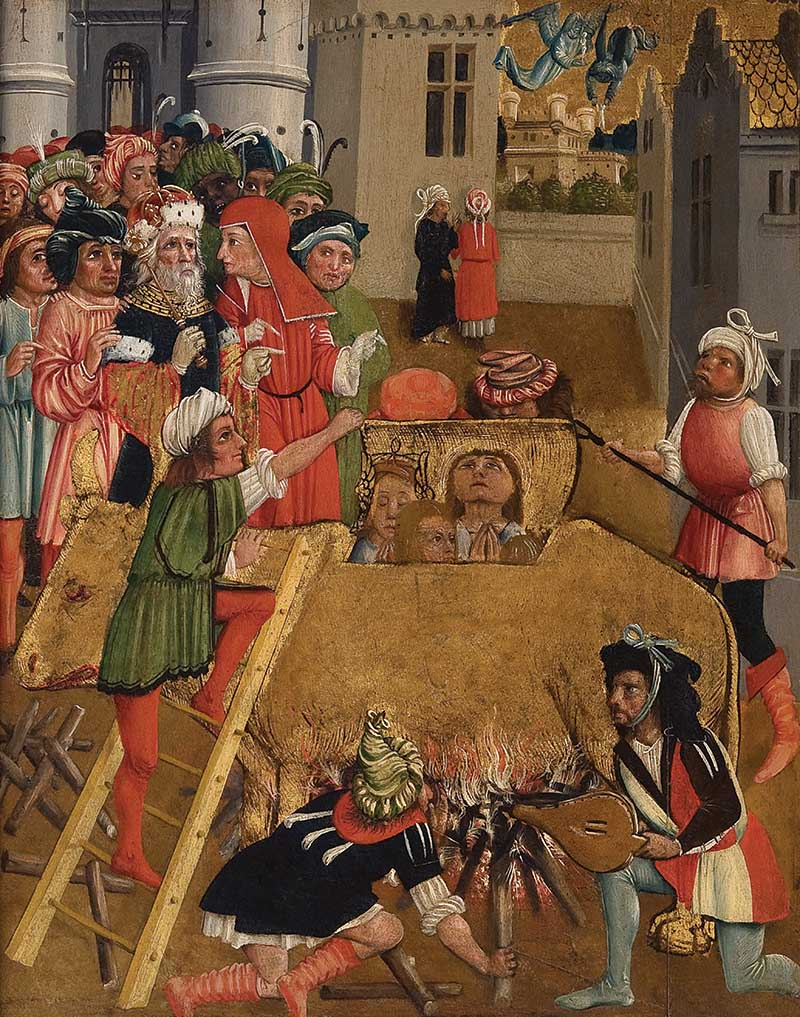
Страта св. Євстафія в розпеченому мідному бику. Невідомий німецький художник XVI століття. Національний музей мистецтв Азербайджану

Євстафій був воєначальником при імператорах Титі і Траяні. За переданням, Євстафій прийняв християнство після того, як на полюванні, серед рогів переслідуваного ним оленя, з'явився перед ним образ розп'ятого Спасителя, який сказав йому: «Плацид, навіщо ти переслідуєш Мене, який бажає твого спасіння?». Повернувшись додому, він охрестився разом зі своєю дружиною Феопистією і двома синами — Агапієм і Феопистом (рідні Євстафія також шануються в лику святих).
Євстафій переніс випробування, подібні з випробуваннями старозавітного Йова — слуги його померли, худоба здохла, а сам він під час подорожі на кораблі в Єгипет був роз'єднаний зі своєю дружиною, а потім і з дітьми. Перенісши без нарікання ці випробування, святий Євстафій знайшов своїх рідних і як прославлений воєначальник був покликаний імператором Траяном для ведення війни.
Після закінчення бойових дії святий Євстафій з почестями повернувся в Рим. Під час святкування імператором Адріаном, який змінив на той час на престолі Траяна, здобутої перемоги над варварами, запрошений зі своєю сім'єю Євстафій відмовився принести жертву язичницьким богам і відкрито сповідав себе християнином. Святий Євстафій, засуджений із сім'єю на розтерзання диким звірам, не був ними поранений. Після цього імператор наказав кинути їх живими в розпеченого мідного бика, де святі і прийняли свою мученицьку смерть (Католицька церква відкидає цю частину про таку смерть святих як «абсолютно необґрунтовану»). Тіла їх залишилися неушкодженими і були поховані християнами.

## Про візантійську, грузинську та руську версію Житія святого Євстафія

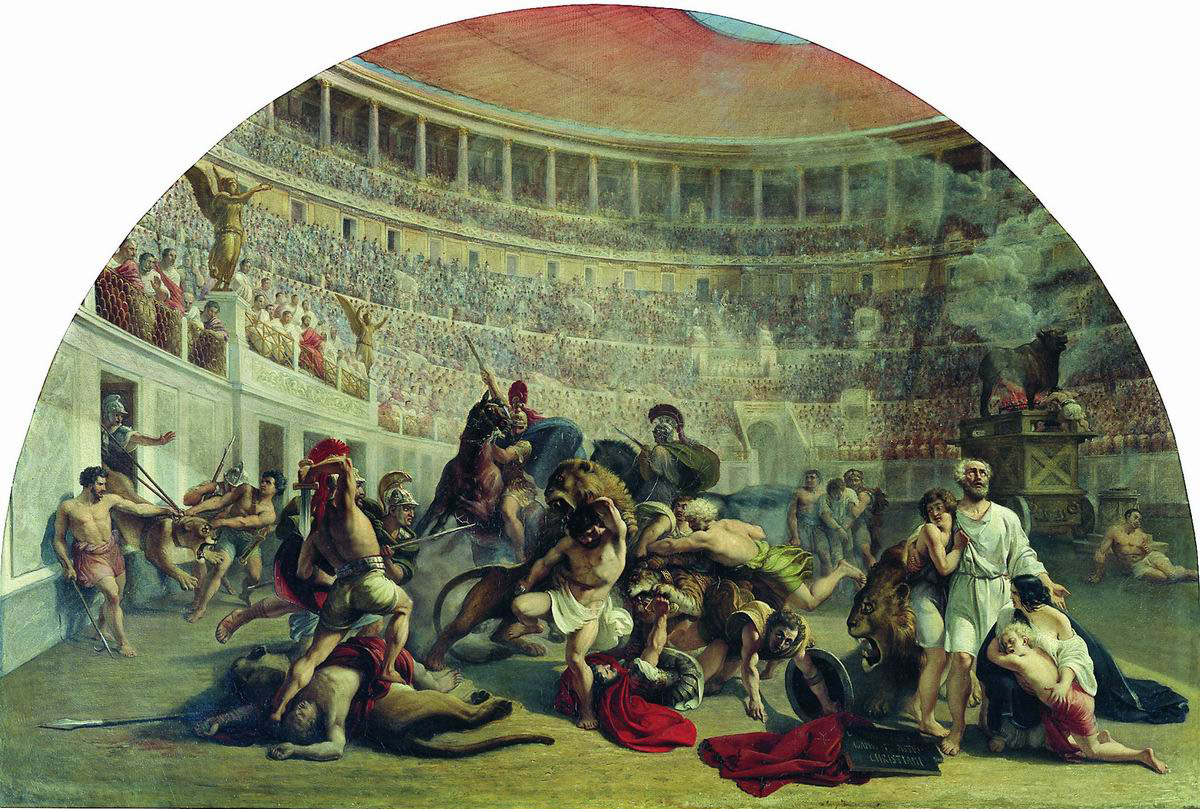
«Святий Євстафій Плакида в Колізеї» (А. Т. Марков, 1836 рік, ГТГ)

- Візантійський текст — мартирій (описує мучеництво) відноситься до так званих риторичних текстів, орієнтованим на промовисту фразеологію і релігійну образність. Рукопис що дійшов до тепер мабуть був включений Симеоном Метафрастом (X століття) у складений ним зведений корпус грецьких житій святих (148 текстів). Рукопис містить два невеликих фрагмента (перший фрагмент: старший син Євстафія розповідає молодшому про їх викрадення звірами, тут же плутанина: старшого сина викрав лев, а не вовк, другий фрагмент: Феопистія розповідає Євстафію, що Бог зберіг її недоторканною).
- Древнегрузинский текст є дослівним перекладом грецького, в тексті немає незрозумілих місць і по ньому легко відновити втрачені фрагменти візантійського списку. В тексті немає ніякої плутанини з приводу того, що старшого сина викрав лев, а молодшого — вовк.
- Давньоруський текст був присутній у службових минеях православної церкви на теренах Русі вже в XI столітті, що певною мірою дозволяє судити про давнину перекладу. Потрібно відзначити, у списках житій велика кількість скорочень і вольностей: величезні фрагменти тексту переведені в два-три речення, зміст деяких пропозицій змінено (наприклад, замість «Євстафій не міг плакати від горя» переведено «Євстафій гірко плакав»), в переклад включені вислови, яких немає у вихідному тексті.
- Згідно з вірменським джерел — коли святі апостол Тадей і апостол Варфоломій проповідували християнство у Вірменії, Тадей призначив Євстафія (Евстатеос) єпископом Сюніка. Святий Євстафій помер у Вірменії, і над його могилою було збудовано церкву, яка пізніше перетворилася в монастирський комплекс під назвою Татев (Євстатіос)[2].

## Шанування
Святий шанується в православній та католицькій церквах. Святому присвячено багато храмів, однією з найбільш відомих є церква св. Євстафія в Римі, відома з IX століття, але, існувала вже в VII столітті. 
На честь великомученика Євстафія названий острів в групі Навітряних островів у Карибському морі Сінт-Естатіус.